# Eliot Engel
Eliot Lance Engel (/ɛŋɡəl/) (sinh ngày 18 tháng 2 năm 1947) là Đại diện Hoa Kỳ tại quận Quốc hội 16 của New York. Ông là một thành viên của Đảng Dân chủ. Quận mới của ông, Quận 16, có các quận Bronx và Westchester. Tại Westchester, nó bao gồm Yonkers, Mt. Vernon, New Rochelle, Scarsdale. Mamaroneck, Pelham, Pelham Manor, Larchmont, Tuckahoe, Bronxville, Eastchester, Hastings-on-Hudson, Ardsley, Hartsdale và Thành phố Rye. Ở Bronx, nó bao gồm Riverdale, Woodlawn, Edenwald, Baychester, Williamsbridge, Làng Van Cortlandt và Wakefield và Thành phố Co-op. Ông đại diện cho Quận 19 từ 1989 đến 1993, và Quận 17 từ năm 1993 đến năm 2013. Quận 17 bao gồm các phần của Bronx, Westchester County và Rockland County.
Năm 2013, ông trở thành thành viên thiểu số của Ủy ban Đối ngoại Hạ viện, thay thế ông Howard Berman, người thua cuộc bầu cử lại trong cuộc bầu cử năm 2012.

## Đầu đời, giáo dục, và sự nghiệp giảng dạy
Engel sinh ra ở Bronx, con trai của Sylvia (née Blend) và Philip Engel, một thợ sắt. Ông bà của ông là người Do Thái Ucraina, di cư từ đế chế Nga. Ông lớn lên trong một dự án nhà ở thành phố Eastchester Gardens và tham dự các trường công lập New York City. Năm 1969, ông tốt nghiệp Đại học Hunter-Lehman của Đại học Thành phố New York với bằng Cử nhân Văn học trong lịch sử. Sau đó, ông đã nhận bằng thạc sĩ về hướng dẫn và tư vấn vào năm 1973,từ cùng một cơ sở nay đổi tên thành Trường cao đẳng Lehman sau khi ngừng mối quan hệ với Hunter College. Năm 1987, ông nhận bằng luật sư tại Trường Luật New York. Ông bắt đầu sự nghiệp chính trị của mình trong các câu lạc bộ Dân chủ địa phương. Ông dạy học tại Khu Học chánh thành phố New York và là một cố vấn viên hướng dẫn. Ông dạy tại Trường Trung cấp 52 từ năm 1969 đến năm 1976 và tại Trường Trung cấp 174 sau đó.

## Hội đồng Nhà nước New York
Năm 1977, Engel bước vào cuộc bầu cử đặc biệt cho một ghế trong Quốc hội Bang New York sau khi đương nhiệm của đảng Dân chủ Alan Hochberg bị buộc phải từ chức. Ông đã mạo hiểm tất cả các khoản tiết kiệm cuộc sống của mình và đã giành được 103 phiếu. Ông là ứng cử viên Đảng Tự do trong cuộc bầu cử đặc biệt, và vào ngày 1 tháng 3 năm 1977, ông đã đánh bại các ứng cử viên Dân chủ Ted Weinstein và ứng cử viên đảng Cộng hòa Arlene Siegel.
Engel là thành viên của Hội đồng Nhà nước New York từ năm 1977 đến năm 1988, ngồi ở các Văn phòng pháp luật bang 182, 183, 184, 185, 186 và 187 của New York. Ông chủ trì Ủy ban về Nghiện rượu và Lạm dụng Chất gây nghiện, cũng như Tiểu ban về Chương trình Nhà ở Mitchell-Lama.